# ابتسام الهواري
ابتسام الهواري (23 يوليو 1935 - 7 يناير 2010) صحفية مصرية.

## حياتها وعملها
ولدت في 23 يوليو 1935. درست الآداب في جامعة الإسكندرية وتخرّجت سنة 1957 بشهادة ليسانس. وأخذت بكالوريوس من المعهد العالي للسينما. بدأت محررة بقسم المراجعة بـأخبار اليوم في 1957. ثم أصبحت من أشهر كاتبات اليوميات في الأخبار. اشتهرت في تسعينيات كصحفية لامعة وساهمت في بناية قرية الصحفيين (في الإسكندرية) في أواخر التسعينيات. كانت عضوة في نقابة الصحفيين في مصر من 1960 حتى وفاتها في 7 يناير 2010.

## بعض آرائها الشخصية
في 2006 قالت عن تعدد الزوجات أنه «رخصة ينبغي استخدامها في مكانها وليس في كل الأماكن والأحوال.» وفي يناير 2006 أكدت بأن «الحجاب بالنسبة لي التزام شرعي، وهذا أمر محسوم دينياً بالنسبة لي وموقف يحدد علاقاتي بالآخرين، بل يحدد موقفي العام من كل القضايا، والحجاب لا يعوق المرأة عن أداء مهامها في الصحافة وفي أداء أي عمل آخر إلا إذا كانت تعمل في أعمال محرمة، فسيكون عملها من أساسه حرام، والمرأة المسلمة التي تتقي الله في نفسها ودينها لا تقبل العمل الحرام.»